# Wechseldusche
Unter einer Wechseldusche versteht man das mehrfach abwechselnde Duschen mit warmem und kaltem Wasser, eine Art vereinfachte Hydrotherapie nach Kneipp.

## Wirkung
Es gibt bis heute keinen wissenschaftlichen Beleg für einen gesundheitlichen Nutzen von Wechselduschen. Wissenschaftlicher Fakt ist, dass sich die Blutgefäße bei kühleren Temperaturen verengen und bei wärmeren Temperaturen ausdehnen. Durch extreme, plötzlich einsetzende Temperaturunterschiede, zu denen es zum Beispiel beim saunieren kommt, lässt sich die Thermoregulation des Körpers verbessern.
Das Ergebnis einer Studie mit 20 älteren Patienten, welche an einer chronisch obstruktiven Lungenerkrankung litten, kam zu dem Ergebnis, dass bei dieser Erkrankung ein gewisser Abhärtungseffekt in der Gestalt einer erhöhten Anzahl von Lymphozyten im Blut eintritt. Allerdings bildet diese These durch die geringe Zahl der Studienteilnehmer keine belastbare Datenlage. 
Eine Durchsicht verschiedener Literatur zum Thema Erholung von Athleten durch Wechselduschen von 2004 kam zu dem Schluss, dass es weitere Forschungsarbeit benötige um fundierte Aussagen treffen zu können. Spätere sportmedizinische Studien sprechen für eine positive Wirkung der Wechselduschen auf die Erholung von Laufsportlern, Radsportlern oder Fußballspielern sowie gegen Muskelkater.
Wechselduschen werden heutzutage in der Medizin kaum noch therapeutisch angewendet und werden meist dem Wellness-Bereich zugeordnet. Gelegentlich finden sie gegen Hypotonie oder in der Altenpflege Anwendung.
Innerhalb der Volksmedizin und der sogenannten Alternativmedizin, werden diverse Annahmen propagiert: 
- Wechselduschen wird eine belebende Wirkung nachgesagt. (Der Temperaturschock stellt für den Körper eine Stresssituation dar, wodurch Adrenalin ausgeschüttet wird und sich die Wachheit kurzzeitig erhöht.)
- Die Durchblutung der Haut werde gesteigert, wodurch sie straffer werde.
- Niedriger Blutdruck werde erhöht.[10][11][12] (Dies ist lediglich akut der Fall, durch die plötzliche Verengung der Gefäße, der Blutdruck wird also nicht dauerhaft erhöht.)
- Das Immunsystem werde gestärkt, wodurch Erkältungskrankheiten vorgebeugt würden.[13] (Es ist wissenschaftlicher Konsens, dass es so etwas wie eine Stärkung des Immunsystems nicht gibt. Siehe auch: Immunsystem#Unspezifisches und spezifisches Immunsystem)

## Geschichte
Wechselbäder wurden im Römischen Reich (in Thermen), sowie in China und Japan praktiziert. Mit Pfarrer Sebastian Kneipp aus Bad Wörishofen erlebte es im 19. Jahrhundert eine Renaissance.